# Władimir Aleksienko
Władimir Awramowicz Aleksienko (ros. Влади́мир Авра́мович Але́ксенко; ur. 27 stycznia 1923 we wsi Kijewskoje w Kraju Krasnodarskim, zm. 16 czerwca 1995) – Rosjanin, radziecki wojskowy, generał porucznik lotnictwa, dwukrotny Bohater Związku Radzieckiego.

## Życiorys
Urodził się w rodzinie chłopskiej. W 1940 ukończył szkołę średnią i kurs pilotażu w aeroklubie. Od 1943 r. był członkiem WKP(b).
Od maja 1941 był w Armii Czerwonej. W 1942 r. ukończył Krasnodarską Wojskową Lotniczą Szkołę Pilotów. Od lutego 1943 był na frontach II wojny światowej. Walczył pod Leningradem, na Przesmyku Karelskim, nad Bałtykiem i w Prusach Wschodnich. 19 kwietnia 1945 otrzymał tytuł Bohatera Związku Radzieckiego, order Lenina i medal Złotej Gwiazdy nr 6129 jako dowódca eskadryli 16 Gwardyjskiego Szturmowego Pułku Lotniczego 277 Szturmowej Dywizji Lotniczej 1 Armii Lotniczej 3 Frontu Białoruskiego w stopniu kapitana gwardii za 230 udanych lotów bojowych i wykazane w nich męstwo i odwagę.
Drugi medal Złotej Gwiazdy nr 8677 otrzymał 29 czerwca 1945 jako dowódca 15 Szturmowego Pułku Lotniczego w stopniu majora za 292 loty bojowe. Na koncie Aleksienki odnotowano m.in. 33 czołgi, 118 samolotów, 53 wagony kolejowe, 85 pojazdów, 15 transporterów opancerzonych, 10 magazynów z amunicją, 27 armat i dział, 54 działa przeciwlotnicze, 12 moździerzy.
Po wojnie nadal odbywał służbę w Siłach Powietrznych. W 1954 r. ukończył Wojskową Akademię Sił Powietrznych, w 1962 Akademię Sztabu Generalnego. Był delegatem do Rady Najwyższej Ukraińskiej SRR 5 i 8 kadencji.
Od 1978 r. w stopniu generała porucznika lotnictwa był w rezerwie, mieszkał w Odessie. Zmarł 16 czerwca 1995 i został pochowany w Odessie na II Cmentarzu Chrześcijańskim (Miejskim).

## Nagrody i odznaczenia
- Złota Gwiazda Bohatera Związku Radzieckiego – dwukrotnie;
- Order Lenina;
- Order Czerwonego Sztandaru – czterokrotnie;
- Order Aleksandra Newskiego;
- Order Wojny Ojczyźnianej I i II klasy;
- Order Czerwonej Gwiazdy – dwukrotnie;

i medale.